# Platylabus foxleei
Platylabus foxleei là một loài tò vò trong họ Ichneumonidae.